# Alfonso Letelier
Alfonso Letelier-Llona (ur. 4 października 1912 w Santiago, zm. 28 sierpnia 1994 tamże) – chilijski kompozytor.

## Życiorys
Ukończył studia rolnicze na uniwersytecie w Santiago, jednocześnie w latach 1930–1935 uczył się w konserwatorium u Pedro Humberto Allende i Raúla Hügela. Uzupełniające studia odbył w Madrycie u Conrado del Campo. W 1940 roku został współzałożycielem Escuela Moderna de Música, prowadził też własny zespół madrygałowy. Od 1946 roku wykładał kompozycję na Conservatorio Nacional de Música w Santiago, w latach 1951–1962 był dziekanem jego wydziału sztuki, a w latach 1958–1962 również rektorem. Od 1953 do 1962 roku pełnił funkcję przewodniczącego rady Instituto de Extensión Musical. W 1969 roku objął posadę kierownika departamentu muzyki w chilijskim ministerstwie edukacji.
W latach 1950–1956 był przewodniczącym Asociación Nacional de Compositores. Od 1967 roku był członkiem Academia de Bellas Artes. W 1968 roku otrzymał Premio Nacional de Arte de Chile. W latach 1986–1989 był dziekanem wydziału sztuki i kultury fizycznej Universidad Metropolitana de Ciencias de la Educación. Od 1994 roku wydział sztuki Universidad de Chile nosi jego nazwisko.
W swojej twórczości początkowo nawiązywał do języka dźwiękowego francuskiego impresjonizmu, który łączył z elementami chilijskiego folkloru. W latach 50. XX w. zaczął wykorzystywać dorobek twórczy drugiej szkoły wiedeńskiej. Pisał również muzykę do filmów.

## Ważniejsze kompozycje
(na podstawie materiałów źródłowych)

### Utwory orkiestrowe
- Pequeña suite (1928–1929)
- poemat symfoniczny La vide del campo z fortepianem solo (1937)
- Suite grotesca (1946)
- Divertimento (1955)
- suita Aculeo (1956)
- Koncert gitarowy (1961)
- Preludios vegetales (1968)
- Koncert na orkiestrę smyczkową (1972)

### Utwory kameralne
- Kwartet smyczkowy (1939)
- Sonata na altówkę i fortepian (1949)
- Sonatina na skrzypce i fortepian (1949)
- Kwartet saksofonowy (1958)

### Utwory fortepianowe
- Wariacje (1948)
- 2 zbiory po 4 utwory fortepianowe (1955)

### Utwory wokalno-instrumentalne
- Misa solemne na solistów, harfę, organy i smyczki (1930)
- Canciones antiguas na głos i fortepian (1951)
- Canciones de cuna na mezzosopran i orkiestrę kameralną (1939)
- Sonetos de la muerte na sopran i orkiestrę (1948)
- kantata Vitrales de la Anunciación na sopran, chór żeński i orkiestrę (1950)
- Estancias amorosas na mezzosopran i orkiestrę smyczkową (1966)
- 3 madrigales campesinos na chór mieszany i zespół instrumentów (1970)
- 2 canciones na głos i orkiestrę (1971)
- Msza na chór, orkiestrę i organy (1971)

### Utwory sceniczne
- opera La Magdalena (1930)
- oratorium La historia de Tobias y Sara (1955)